# مایکل کربنارو
مایکل کربنارو (انگلیسی: Michael Carbonaro؛ زادهٔ ۲۸ آوریل ۱۹۷۶) هنرپیشه، شعبده‌باز و بداهه‌پرداز اهل ایالات متحده آمریکا است.
از فیلم‌ها یا برنامه‌های تلویزیونی که وی در آن نقش داشته‌است می‌توان به خدا آمریکا را در پناه خود نگه دارد اشاره کرد.